# Салтыков, Михаил Михайлович (боярин)
Михаи́л Миха́йлович Салтыко́в (ум. 1671) — государственный деятель из рода Салтыковых, двоюродный брат царя Михаила Фёдоровича, дворянин московский, окольничий (1635), боярин (1641), воевода.

## Биография
Второй сын окольничего Михаила Михайловича Салтыкова, младший брат боярина Бориса Михайловича (ум. 1646).
Впервые упомянут в разрядах в 1598 году, когда состоял в свите царя Бориса Годунова. В октябре того же года Михаил был отправлен воеводой в Брянск. В мае 1599 года Михаил был направлен воеводой в Серпухов.
В следующий раз Михаил упоминается в 1613 году, когда он вместе со старшим братом, боярином Борисом Михайловичем Салтыковым участвовали в местническом споре с князем Дмитрием Михайловичем Пожарским, который этот спор проиграл и «был выдан с головой» Борису Салтыкову.
С 1615 по 6 апреля 1622 года руководил Аптекарским приказом.
Михаил считается главным виновником интриги, жертвой которой сделалась в 1616 году первая невеста царя Михаила Фёдоровича, Мария Ивановна Хлопова. По докладу Салтыкова, что болезнь Хлоповой неизлечима, несчастную сослали в Тобольск и только в 1620 году перевели в Нижний Новгород. Но после возвращения из польского плена патриарха Филарет обман раскрылся. В сентябре 1623 года царь Михаил Фёдорович отправил специальную комиссию под руководством боярина Фёдора Ивановича Шереметева и ясельничего Поликарпа Матвеевича Глебова в Нижний Новгород. Следствие обнаружило вину братьев Бориса и Михаила Салтыковых. По объяснению дяди бывшей невесты, Гаврилы Хлопова, Салтыков устроил эту интригу из вражды к нему, Хлопову, после того, как они однажды в присутствии царя, при осмотре Оружейной палаты, крупно поссорились («поговорили гораздо в разговор»). За свою проделку Михаил и его старший брат Борис попали в царскую опалу. 24 октября 1623 года братья Борис и Михаил Михайловичи Салтыковы были лишены всех придворых чинов и вместе с семьями высланы из Москвы по своим дальним деревням; мать их заключили в монастырь; все поместья и вотчины отобрали в казну за то, что они «государской радости и женитьбе учинили помешку».
При жизни патриарха Филарета Михаил Салтыков с другими членами своей семьи был «в заточении необратном». Вернуться из ссылки Михаил смог только после смерти Филарета (1633 год) и ему были возвращены бывшие чины.
10 июня 1635 года Михаил в чине окольничего встречал в Москве тело царя Василия Ивановича Шуйского. Первый судья Разбойного приказа (1636—1641). В 1641 году и Михаил Салтыков получил боярство. В 1650-х годах он был воеводой в Казани. Умер Михаил в 1671 году.

## Брак и дети
Имя жены Михаила неизвестно. Он оставил единственного сына:
- Пётр (ум. 1690), боярин с 1657 года